# Valsgärde
Valsgärde est une ferme près de la rivière Fyris, à trois kilomètres au nord de Gamla Uppsala, l'ancienne demeure des rois suédois et centre de la foi païenne en Suède. La ferme actuelle date du XVIe siècle. La réputation de celle-ci se base sur la présence d'un cimetière datant de l'Âge de Vendel (compris dans l'Âge du fer (c. 550-793)) et de l'Âge des Vikings. Ce site funéraire est resté actif pendant plus de 300 ans. 

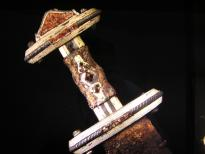
Poignée d'épée décorée provenant de Valsgärde.

Ce site a été découvert et fouillé par des archéologues dans les années 1920. De pareilles tombes n'avaient été trouvées auparavant que sur le site de Vendel, qui a d'ailleurs donné son nom à cette période de l'Âge du fer scandinave. Les tombes sont princières et presque identiques à celles trouvées plus tard en Angleterre à Sutton Hoo, en Est-Anglie.

Plusieurs théories existent à propos des individus enterrés en ce lieu, allant des Ynglingar à de puissants guerriers d'un système de type Leidang, ou à de puissants hommes locaux qui se seraient enrichis par des échanges commerciaux dû à la position stratégique de cette zone entre le fjord de Mälaren et l'importante région de Tiundaland. Il y a tellement de tombes richement dotées qu'il paraît peu probable que toutes soient royales.
Les artefacts retrouvés sur le site se trouvent au Museum Gustavianum d'Uppsala.

## Les bateaux tombes
Sur la soixantaine de tombes découvertes, quinze sont des bateaux tombes suivant les rites funéraires nordiques et cinq sont particulièrement remarquables. Le premier bateau tombe remonte au VIe siècle et les dernières tombes datent du XIe siècle.
Le plus imposant du site contient une tombe à bateau féminine et son emplacement central au point le plus haut du site témoigne du statut élevé de la défunte. Le contenu des tombes est mal conservé.
La présence de sépultures féminines richement décorées souligne que les femmes prennent part dans la réorganisation politico-sociale de cette période.
Tous sont des bateaux viking à bordages à clin.